# جعفر بن حنزابه
أبو الفضل جعفر بن الفضل بن جعفر بن محمد بن موسى بن الحسن بن الفرات المعروف بابن حنزابة؛ كان وزير بني الإخشيد بمصر مدة إمارة كافور، ثم استقل كافور بملك مصر واستمر على وزارته، ولما توفي كافور استقل بالوزارة وتدبير المملكة لأحمد بن علي بن الإخشيد بالديار المصرية والشامية، وقبض على جماعة من أرباب الدولة بعد موت كافور وصادرهم، وقبض على يعقوب بن كلس وزير العزيز العبيدي - الآتي ذكره - وصادره على أربعة آلاف دينار وخمسمائة وأخذها منه، ثم أخذه من يده أبو جعفر مسلم بن عبيد الله الشريف الحسيني، واستتر عنده، ثم هرب مستتراً إلى بلاد المغرب؛ ولم يقدر ابن الفرات على رضى الكافورية والإخشيدية والأتراك والعساكر، ولم تحمل إليه أموال الضمانات، وطلبوا منه مالاً يقدر عليه، واضطرب عليه الأمر فاستتر مرتين ونهبت دوره ودور بعض أصحابه، ثم قدم إلى مصر أبو محمد الحسين بن عبيد الله بن طغج صاحب الرملة فقبض على الوزير المذكور وصادره وعذبه واستوزر عوضه كاتبه الحسن بن جابر الرياحي، ثم أطلق الوزير جعفر بوساطة أبي جعفر الحسيني، وسلم إليه الحسين أمر مصر وسار عنها إلى الشام مستهل ربيع الآخر سنة ثمان وخمسين وثلثمائة.

## سيرته
كان عالماً محباً للعلماء، وحدث عن محمد بن هارون الحضرمي وطبقته من البغداديين، وعن محمد بن سعيد البرجمي الحمصي، ومحمد بن جعفر الخرائطي، والحسن بن أحمد بن بسطام، والحسن بن أحمد الداركي، ومحمد بن عمارة بن حمزة الأصبهاني، وكان يذكر أنه سمع من عبد الله بن محمد البغوي مجلساً، ولم يكن عنده، فكان يقول: من جاءني به أغنيته، وكان يملي الحديث بمصر وهو وزير، وقصده الأفاضل من البلدان الشاسعة، وبسببه سار الحافظ أبو الحسن علي المعروف بالدارقطني من العراق إلى الديار المصرية، وكان يريد أن يصنف مسنداً فلم يزل الدارقطني عنده حتى فرغ من تأليفه، وله تواليف في أسماء ارجال والأنساب وغير ذلك.
وذكر الخطيب أبو زكريا التبريزي في شرحه ديوان المتنبي أن المتنبي لما قصد مصر ومدح كافوراً مدح الوزير أبا الفضل المذكور بقصيدته الرائية التي أولها:
بادك هواك صبرت أو لم تصبرا
وجعلها موسومة باسمه، فتكون إحدى القوافي جعفرا، وكان قد نظم قوله في هذه القصيدة:
بشرت بابن الفرات فلما لم يرضه صرفها عنه ولم ينشده إياه، فلما توجه إلى عضد الدولة قص أرجان وبها أبو الفضل ابن العميد وزير ركن الدولة بن بويه والد عضد الدولة - وسيأتي ذكرهم إن شاء الله - فحول القصيدة إليه ومدحه بها وبغيرها، وهي من غرر القصائد.
وذكر الخطيب أيضاً في الشرح أن قول المتنبي في القصيدة المقصورة التي يذكر فيها مسيره إلى الكوفة ويصف منزلاً منزلاً ويهجو كافوراً:
إن المراد بالنبطي أبو الفضل المذكور، والأسود كافور، وبالجملة فهذا القدر ما غض منه، فما زالت الأشراف تهجى وتمدح.
وأنشد أبو اسحاق إبراهيم بن عبد الله النجيرمي بديها في الوزير أبي الفضل المذكور وقد دعا له داع فلحن في قوله: أدام الله أيامك، بخفض أيامك المنصوبة:

## أخباره
وذكر الوزير أبو القاسم المغربي في كتاب«أدب الخواص»: كنت أحادث الوزير أبا الفضل جعفرا المذكور وأجاريه شعر المتتنبي، فيظهر من تفضيله زيادة تنبه على ما في نفسه خوفاً أن يرى بصورة من ثناه الغضب الخاص عن قول الصدق في الحكم العام، وذلك لأجل الهجاء الذي عرض له به المتنبي.
وكانت ولادته ثلاث خلون من ذي الحجة سنة ثمان وثلثمائة، وتوفي يوم الأحد ثالث عشر صفر، وقيل: في شهر ربيع الأول سنة إحدى وتسعين وثلثمائة بمصر، ، وصلى عليه القاضي حسين بن محمد بين النعمان، ودفن في القرافة الصغرى، وتربته بها مشهورة.
وحنزابة - بكسر الحاء المهملة وسكون النون وفتح الزاي وبعد الألف باء موحدة مفتوحة ثم هاء - وهي أم أبيه الفضل بن جعفر، هكذا ذكره ثابت بن قرة في تاريخه، والخزابة في اللغة: المرأة القصيرة الغليظة.
وذكره الحافظ ابن عساكر في تاريخ دمشق، وأورد من شعره قوله:
وقال: كان كثير الإحسان إلى أهل الحرمين، واشترى بالمدينة داراً بالقرب من المسجد ليس بيتها وبين الضريح النبوي سوى جدار واحد، وأوصى أن يدفن فيها، ولما مات حمل تابوته من مصر إلى الحرمين، وخرجت الأشراف إلى لقائه وفاء بما أحسن إليهم، فحجوا به وطافوا ووقفوا بعرفة ثم ردوه إلة المدينة ودفنوه بالدار المذكورة، وهذا خلاف ما ذكر أولا، والله أعلم بالصواب، غير أني التربة المذكورة بالقرافة عليها مكتوب هذه تربة أبي الفضل جعفر بن الفرات ثم إني رأيت بخط أبي القاسم ابن الصوفي أنه دفن في مجلس داره الكبرى ثم نقل إلى المدينة.